# Waldemiro Pires Ferreira
Waldemiro Pires Ferreira (Sousa, Paraíba, 11 de novembro de 1892 – Rio de Janeiro, 31 de agosto de 1977) foi um médico brasileiro.
Doutorado pela Faculdade de Medicina do Rio de Janeiro em 1917, defendendo a tese “Os estáveis”. Foi eleito membro da Academia Nacional de Medicina em 1930, sucedendo Leonel Justiniano da Rocha na Cadeira 49, que tem Enjolras Vampré como patrono.